# Mauretanien i olympiska sommarspelen 1984
Mauretanien deltog i de olympiska sommarspelen 1984 med en trupp bestående av två brottare, men ingen av landets deltagare erövrade någon medalj.

## Brottning
Lätt tungvikt, fristil
- Mamadou Diallo

Tungvikt, fristil
- Oumar Samba Sy